# 新锦江大酒店
新锦江大酒店是位于中华人民共和国上海市長樂路161號的一座153.9米高的大厦，分為地上43層，地下1層，于1989年10月試營業。它是由王董建築師事務負責設計，上海锦江（集團）联营公司負責管理。
在1988年竣工到1990年上海商城建成之前，該建築是上海最高的建筑。新錦江大酒店41樓有蓝天旋转餐厅。43樓是直升機起降坪。邓小平和聯合國秘書處曾來過該建築。

## 另見
- 锦江饭店（1934）
- 四川锦江宾馆（成都）